# 淡褐脈粉蝶
青園粉蝶（學名：Cepora nadina，別名：淡紫脈粉蝶、淡紫粉蝶、淡紫白蝶、淡紫異色粉蝶、青圓粉蝶）在台灣又名淡褐脈粉蝶，是粉蝶科的一種蝴蝶，是園粉蝶屬的一種。廣泛分佈於生物地理分佈區的東洋界，包括中國華南、台灣、印度次大陸至馬來半島和菲律賓群島廣大區域，模式產地為印度東部卡西丘陵。一年多代。成蝶飛行頗為緩慢，好訪花，雄蝶有聚集吸水的習性。
中型粉蝶。翅膀背面白色，前翅前緣灰色，頂區及外緣黑色；後翅外緣灰色，脈端黑色。翅膀腹面前翅前緣，頂區灰黃色，中室下緣，外緣及鄰近翅脈灰色，後翅為不均勻的灰黃色。雌蝶翅膀背面灰褐色，中域具有白色斑紋，翅膀腹面前翅頂區及後翅整體灰黃色，翅脈灰色。旱季型背面斑紋退化，翅膀腹面褐灰色。
幼蟲的寄主為白花菜科（Capparaceae，又稱山柑科）中的尖葉槌果藤（Capparis acutifolia，又稱獨行千里）、黑葉山柑（Capparis sabiaefolia，又稱毛瓣蝴蝶木）等植物，取食部位為葉片。

## 分佈
中國大陸（四川、廣東、廣西、雲南、海南、香港）、台灣、尼泊爾、印度、越南、老撾、柬埔寨、泰國、印尼等。

## 形態
驅體背面黑褐色，覆有白色毛及鱗片；腹面白色。雄蝶翅膀背面底色白色，前翅翅頂及外緣有黑褐色紋；後翅沿外緣有暗色紋。前翅腹面底色呈白色翅頂暗色，旱季個體呈淡紫褐色，濕季個體呈淺橄欖色。濕季個體翅脈上覆有暗色鱗。後翅腹面斑紋色彩類似前翅翅頂，但濕季個體上有數枚淺色紋。季節變異十分顯著。濕季個體豐翅腹面色深，雄蝶翅背面的黑褐色紋邊緣較不整齊，雌蝶翅背面的黑褐色紋遠較旱季型個體發達。
兩性異形，雌雄斑紋相異。雌蝶的翅背面白紋較雄蝶縮減，模糊，特別是濕季個體。旱季期雌蝶斑紋色彩類似雄蝶而色彩略淺：濕季期雌蝶翅面大部分呈褐色，只在前翅中央及後翅前側各有一片白紋。雌蝶腹部腹面有白色墊狀發香鱗塊，雄蝶則無此構造。

## 習性
雄蝶會群聚在潮溼的泥地或是溪邊的沙灘上吸水，群體裡常有其他種類粉蝶混雜其中。雌蝶多在花朵上吸蜜，或是尋找生長在樹林下層的山柑植株產卵。卵剛產下時爲淡黃色，發育後呈橘紅或紅色，雌蝶常將卵產於新芽上，不過偶爾會產於老熟葉片。3齡以下的小幼蟲休憩時會停棲在新葉中肋處，幼蟲體色以綠色為主，4、5齡幼蟲有時則會爬行至枝條基部停棲，化蛹前幼蟲會爬至較陰暗處，甚至在附近雜物上發現蛹。
| - 停棲 - 訪花 - 吸水 |

## 亞種
- C. n. nadina 指名亞種 分佈於印度錫金至中南半島、泰國及中國（廣西、雲南）[4][6]
- C. n. remba (Moore, [1858]) 分佈於印度南部[7]
- C. n. cingala (Moore, [1905]) 分佈於斯里蘭卡[8]
- C. n. andamana (Swinhoe, 1889) 分佈於印度安達曼群島[9]
- C. n. andersoni (Distant, 1885) 分佈於馬來半島[10]
- C. n. fawcetti (Butler, 1899) 分佈於印尼蘇門答臘[11]
- C. n. eunama 台灣亞種 (Fruhstorfer, 1903) 分佈於台灣[4][12]
- C. n. hainanensis 海南亞種 (Fruhstorfer, 1913) 分佈於海南[4][13]

## 文獻
- Swinhoe, 1890; New Species of Indian Butterflies Ann. Mag. nat. Hist. (6) 5  (29): 361
- Matsumura, 1936; Two new Butterflies from Formosa Insecta Matsumurana 10 (4): 127
- Wynter-Blyth, 1957. Butterflies of the Indian Region (1982 Reprint). 421.
- Lewis, 1974. Butterflies of the World: pl. 158, f. 11

## 外部連結
- 维基共享资源上的相關多媒體資源：淡褐脈粉蝶
- 維基物種上的相關：淡褐脈粉蝶
- Cepora nadina nadina （页面存档备份，存于）  - A Check List of Butterflies in Indo-China （英文）